# Premier League de Malta 2020-21
La Premier League de Malta 2020-21 fue la edición número 106 de la Premier League de Malta. La temporada comenzó el 19 de septiembre de 2020 y terminó en 9 de abril de 2021.
El 9 de abril, la MFA decidió dar por terminada la temporada a falta de 7 fechas, debido a la Pandemia por COVID-19. El Hamrun Spartans fue declarado campeón, aunque fue excluido de torneos UEFA por amaño de partidos.

## Sistema de competición
La liga expandió a 16 equipos, así que jugarán entre sí en sistema de todos contra todos 2 veces totalizando 30 partidos cada uno. Al término de la temporada el primer clasificado obtendrá un cupo a la primera ronda de la Liga de Campeones de la UEFA 2021-22. El segundo y el tercer clasificado obtendrán un cupo a la primera ronda de la Liga de Conferencia Europa de la UEFA 2021-22. Los 4 últimos clasificados descenderán a la Primera División 2021-22, mientras que el 12.º clasificado jugará un play-off por la permanencia.
Un tercer cupo a la Liga de Conferencia Europa de la UEFA 2021-22 será asignado al de la Copa Maltesa.

## Equipos participantes
| Equipo             | Ciudad            | Estadio                   | Capacidad |
| ------------------ | ----------------- | ------------------------- | --------- |
| Balzan             | Balzan            | Estadio Victor Tedesco    | 6.000     |
| Birkirkara         | Birkirkara        | Estadio Nacional Ta' Qali | 17.797    |
| Floriana           | Floriana          | Independence Arena        | 3.000     |
| Gudja United       | Gudja             | Gudja Ground              | 1.000     |
| Gżira United       | Gżira             | Estadio Nacional Ta' Qali | 17.797    |
| Hamrun Spartans    | Ħamrun            | Estadio Victor Tedesco    | 6.000     |
| Hibernians         | Paola             | Hibernians Ground         | 2.968     |
| Lija Athletic      | Lija              | Lija Ground               | 500       |
| Mosta              | Mosta             | Mosta Ground              | 600       |
| St. Lucia          | Santa Luċija      | Grawnd ta Santa Luċija    | 1.000     |
| Senglea Athletic   | Senglea           | Estadio Nacional Ta' Qali | 17.797    |
| Sliema Wanderers   | Sliema            | Tigne Sports Complex      | 1.000     |
| Sirens             | San Pawl il-Baħar | Sirens Stadium            | 1.300     |
| Tarxien Rainbows   | Tarxien           | Tony Cassar Sports Ground | 1.000     |
| Valletta           | Valletta          | Estadio Nacional Ta' Qali | 17.797    |
| Zejtun Corinthians | Żejtun            | Zejtun Ground             | 1.000     |

### Ascensos y descensos
| Pos. | Ascendidos de Primera División 2019-20 |
| ---- | -------------------------------------- |
| 1    | Zejtun Corinthians                     |
| 2    | Lija Athletic                          |

| Pos. | Descendidos de Premier League 2019-20 |
| ---- | ------------------------------------- |
| X    | No hubo                               |

## Clasificación
| Pos. | Equipo                 | Pts. | PJ | G  | E | P  | GF | GC | Dif. | Clasificación 2021–22                          |
| ---- | ---------------------- | ---- | -- | -- | - | -- | -- | -- | ---- | ---------------------------------------------- |
| 1    | Hamrun Spartans (C)    | 56   | 23 | 17 | 5 | 1  | 56 | 20 | +36  |                                                |
| 2    | Hibernians             | 51   | 23 | 16 | 3 | 4  | 53 | 20 | +33  | Primera ronda de la Liga de Campeones          |
| 3    | Gzira United           | 46   | 23 | 14 | 4 | 5  | 49 | 21 | +28  | Primera ronda de la Liga de Conferencia Europa |
| 4    | Birkirkara             | 44   | 23 | 13 | 5 | 5  | 45 | 25 | +20  | Primera ronda de la Liga de Conferencia Europa |
| 5    | Sliema Wanderers       | 40   | 23 | 12 | 4 | 7  | 39 | 31 | +8   |                                                |
| 6    | Mosta                  | 36   | 23 | 10 | 6 | 7  | 41 | 36 | +5   | Primera ronda de la Liga de Conferencia Europa |
| 7    | Valletta               | 33   | 23 | 9  | 6 | 8  | 27 | 35 | −8   |                                                |
| 8    | St. Lucia              | 29   | 23 | 7  | 8 | 8  | 38 | 35 | +3   |                                                |
| 9    | Sirens                 | 28   | 23 | 7  | 7 | 9  | 27 | 35 | −8   |                                                |
| 10   | Balzan                 | 27   | 23 | 6  | 9 | 8  | 31 | 29 | +2   |                                                |
| 11   | Gudja United           | 27   | 23 | 8  | 3 | 12 | 29 | 35 | −6   |                                                |
| 12   | Floriana               | 27   | 23 | 7  | 6 | 10 | 26 | 34 | −8   |                                                |
| 13   | Zejtun Corinthians (D) | 24   | 23 | 6  | 6 | 11 | 28 | 40 | −12  | Desciende a Primera División de Malta 2021-22  |
| 14   | Tarxien Rainbows (D)   | 21   | 23 | 6  | 3 | 14 | 25 | 48 | −23  | Desciende a Primera División de Malta 2021-22  |
| 15   | Lija Athletic (D)      | 20   | 23 | 5  | 5 | 13 | 25 | 46 | −21  | Desciende a Primera División de Malta 2021-22  |
| 16   | Senglea Athletic (D)   | 2    | 23 | 0  | 2 | 21 | 13 | 62 | −49  | Desciende a Primera División de Malta 2021-22  |

Actualizado a los partidos jugados el 10 de marzo de 2021.
 Fuente: Soccerway
Notas:
1. ↑  La Premier League de Malta 2020-21 fue cancelada debido a la pandemia de COVID-19 en Malta. El mejor equipo de la liga en el momento del abandono, Ħamrun Spartans, fue declarado campeón, pero posteriormente se le prohibió competir en competiciones europeas por arreglo de partidos.
2. ↑  Como resultado de la exclusión de Ħamrun Spartans, el equipo Hibernians segundo clasificado fue seleccionado para jugar en la Liga de Campeones de la UEFA 2021-22 por la Asociación de Fútbol de Malta.
3. ↑  Originalmente, los equipos de la liga en segundo, tercer y cuarto lugar en el momento del abandono, Hibernians, Gżira United y Birkirkara, fueron seleccionados para jugar en la Liga Europa Conferencia de la UEFA 2021-22 por la Asociación de Fútbol de Malta. Sin embargo, los Ħamrun Spartans que fueron declarados campeones fueron posteriormente excluidos de las competiciones europeas por amaño de partidos. Como resultado, los Hibernians fueron promovidos a la Liga de Campeones 2021-22 y Mosta, el sexto equipo clasificado, fue seleccionado para jugar en la Liga Europa Conferencia de la UEFA, ya que el Sliema Wanderers, el quinto clasificado, no pudo obtener una licencia UEFA.[2][3][4]

## Tabla de resultados cruzados
Los clubes jugarán entre sí en dos ocasiones para un total de 30 partidos cada uno.
| Local \ Visitante  | BAL | BIR | FLO | GUD | GZI | HIB | HAM | LIJ | MOS | SEN | SIR | SLI | STL | TAR | VAL | ZEJ |
| ------------------ | --- | --- | --- | --- | --- | --- | --- | --- | --- | --- | --- | --- | --- | --- | --- | --- |
| Balzan             | —   | —   | 0–0 | —   | 0–2 | —   | 2–2 | 1–0 | 4–1 | 1–1 | 1–0 | 5–1 | 1–1 | 0–1 | 0–1 | 3–1 |
| Birkirkara         | 2–2 | —   | 2–0 | 3–0 | 1–1 | —   | 0–2 | 4–1 | 0–3 | —   | —   | 1–2 | —   | 3–0 | 2–0 | 2–3 |
| Floriana           | 0–0 | 2–5 | —   | 1–0 | 2–1 | 1–1 | —   | 1–2 | 0–2 | 1–0 | 3–2 | 0–1 | 1–1 | —   | —   | 0–0 |
| Gudja United       | 3–2 | —   | 1–2 | —   | 1–1 | 1–4 | —   | 2–0 | 0–1 | —   | 1–3 | 1–1 | —   | 0–2 | 0–0 | 0–1 |
| Gzira United       | —   | —   | 4–1 | —   | —   | 0–1 | 1–2 | 1–0 | 6–1 | 4–0 | —   | 3–2 | 2–2 | 1–1 | 2–0 | 2–1 |
| Hibernians         | 2–1 | 0–1 | 3–1 | —   | —   | —   | 2–2 | 8–1 | 2–0 | 3–0 | 1–2 | 1–0 | —   | 2–0 | 1–1 | 2–0 |
| Hamrun Spartans    | 3–2 | 0–2 | 3–1 | 3–1 | 2–2 | 1–0 | —   | —   | 3–1 | 3–0 | 5–1 | —   | 2–2 | 5–0 | —   | 4–0 |
| Lija Athletic      | 1–1 | 0–0 | —   | 0–1 | 0–3 | 0–5 | 2–2 | —   | 1–1 | 4–0 | 0–2 | —   | 3–1 | 2–0 | 1–2 | —   |
| Mosta              | 3–3 | 0–1 | —   | 2–2 | 1–2 | 2–3 | —   | —   | —   | 5–1 | 0–0 | —   | 1–0 | 1–0 | 2–2 | 3–0 |
| Senglea Athletic   | —   | 1–2 | 0–2 | 0–2 | —   | —   | 0–1 | 1–3 | 1–3 | —   | 0–1 | 0–2 | —   | 0–5 | 1–3 | 1–1 |
| Sirens             | —   | 2–4 | 2–1 | —   | 1–0 | —   | 0–1 | 1–1 | 2–2 | —   | —   | 0–0 | 0–2 | 2–2 | 0–1 | 0–4 |
| Sliema Wanderers   | 3–1 | 2–2 | 2–1 | 1–2 | 2–0 | 3–1 | 0–2 | 4–1 | 1–3 | 3–1 | 1–3 | —   | 3–1 | —   | —   | —   |
| St. Lucia          | —   | 0–0 | —   | 3–2 | —   | 0–3 | 1–4 | 3–2 | 2–3 | 4–1 | —   | 0–1 | —   | 7–0 | 1–1 | 1–1 |
| Tarxien Rainbows   | 0–1 | 0–3 | 2–2 | 0–5 | 0–2 | 0–1 | —   | —   | —   | 4–2 | 3–1 | 1–2 | 0–2 | —   | 3–1 | —   |
| Valletta           | 1–0 | 4–2 | 0–3 | 2–4 | 1–3 | 1–4 | 0–3 | —   | —   | 2–1 | 1–1 | 0–0 | 1–0 | —   | —   | 2–1 |
| Zejtun Corinthians | 0–0 | 0–3 | —   | 0–1 | 0–4 | 2–3 | —   | 2–0 | —   | 3–1 | 1–1 | 2–4 | 2–2 | 3–1 | —   | —   |

## Goleadores
| Pos. | Jugador            | Club             | Goles |
| ---- | ------------------ | ---------------- | ----- |
| 1    | Kevin Rosero       | St. Lucia        | 17    |
| 2    | Bojan Kaljević     | Mosta            | 14    |
| 3    | Dodo               | Hamrun Spartans  | 13    |
| 3    | Luke Montebello    | Birkirkara       | 13    |
| 3    | Franklin Sasere    | Hamrun Spartans  | 13    |
| 6    | Jean Paul Farrugia | Sliema Wanderers | 12    |
| 6    | Jake Grech         | Hibernians       | 12    |
| 8    | Jurgen Degabriele  | Hibernians       | 11    |
| 8    | Maxuell            | Gżira United     | 11    |
| 10   | Yuri               | Gudja United     | 10    |